# Capoulet-et-Junac
Capoulet-et-Junac är en kommun i departementet Ariège i regionen Occitanien i södra Frankrike. Kommunen ligger  i kantonen Tarascon-sur-Ariège som ligger i arrondissementet Foix. År 2022 hade Capoulet-et-Junac 191 invånare.

## Befolkningsutveckling
Antalet invånare i kommunen Capoulet-et-Junac
Referens: INSEE